# 1803

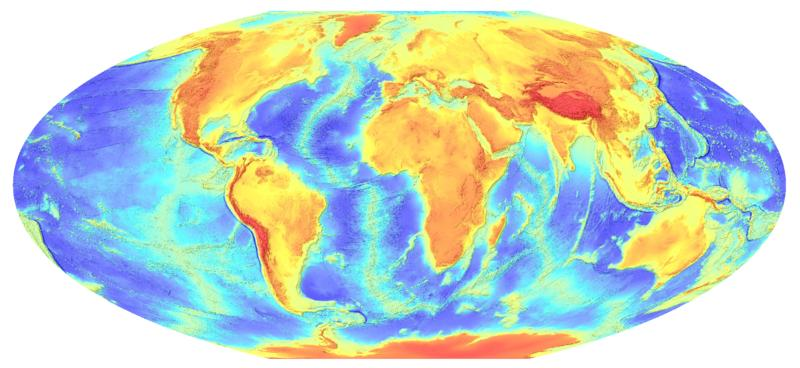
Dân số thế giới: hơn 1 tỷ người

Năm 1803 (MDCCCIII) là một năm thường bắt đầu vào thứ Bảy theo lịch Gregory (hay một năm thường bắt đầu vào thứ Năm theo lịch Julius chậm hơn 12 ngày.

## Sự kiện

### Tháng 1 - tháng 3
- 1 tháng 1 - William Symington trình diễn Charlotte Dundas của mình, "tàu hơi nước thực tế đầu tiên".

## Sinh
- Nguyễn Phúc Chẩn, hoàng tử vua Gia Long
- Ngô Thế Vinh, quan lang trung bộ Lễ và nhà thơ đời vua Minh Mạng
- Phạm Thế Hiển, võ quan đời nhà Nguyễn
- Hector Berlioz, nhà soạn nhạc người Pháp.
- Ralph Waldo Emerson
- Albert Sidney Johnston
- Justus von Liebig
- Joseph Paxton
- Phu nhân Montessu
- Robert Stephenson
- Gottfried Semper
- Cha con nhà Stephenson
- Fyodor Ivanovich Tyutchev

## Mất
- François Dominique Toussaint Louverture
- Ngô Thì Nhậm, danh sĩ, nhà văn đời Hậu Lê và Tây Sơn.